# Chouppes
Chouppes és un municipi francès situat al departament de la Viena i a la regió de la Nova Aquitània. L'any 2007 tenia 736 habitants.

## Demografia

### Població
El 2007 la població de fet de Chouppes era de 736 persones. Hi havia 299 famílies de les quals 69 eren unipersonals (49 homes vivint sols i 20 dones vivint soles), 113 parelles sense fills, 113 parelles amb fills i 4 famílies monoparentals amb fills.
La població ha evolucionat segons el següent gràfic:
Habitants censats

### Habitatges
El 2007 hi havia 346 habitatges, 302 eren l'habitatge principal de la família, 12 eren segones residències i 33 estaven desocupats. 337 eren cases i 5 eren apartaments. Dels 302 habitatges principals, 249 estaven ocupats pels seus propietaris, 46 estaven llogats i ocupats pels llogaters i 7 estaven cedits a títol gratuït; 5 tenien una cambra, 21 en tenien dues, 41 en tenien tres, 101 en tenien quatre i 133 en tenien cinc o més. 203 habitatges disposaven pel capbaix d'una plaça de pàrquing. A 136 habitatges hi havia un automòbil i a 141 n'hi havia dos o més.

### Piràmide de població
La piràmide de població per edats i sexe el 2009 era:
| Homes | Edats   | Dones |
| ----- | ------- | ----- |
| 0     | 95 o +  | 0     |
| 0     | 90 a 94 | 0     |
| 8     | 85 a 89 | 8     |
| 8     | 80 a 84 | 16    |
| 28    | 75 a 79 | 44    |
| 16    | 70 a 74 | 24    |
| 4     | 65 a 69 | 8     |
| 20    | 60 a 64 | 4     |
| 20    | 55 a 59 | 24    |
| 28    | 50 a 54 | 28    |
| 24    | 45 a 49 | 20    |
| 16    | 40 a 44 | 8     |
| 24    | 35 a 39 | 16    |
| 40    | 30 a 34 | 28    |
| 16    | 25 a 29 | 24    |
| 8     | 20 a 24 | 16    |
| 28    | 15 a 19 | 20    |
| 36    | 10 a 14 | 20    |
| 28    | 5 a 9   | 12    |
| 12    | 0 a 4   | 8     |

## Economia
El 2007 la població en edat de treballar era de 456 persones, 337 eren actives i 119 eren inactives. De les 337 persones actives 301 estaven ocupades (161 homes i 140 dones) i 36 estaven aturades (16 homes i 20 dones). De les 119 persones inactives 38 estaven jubilades, 30 estaven estudiant i 51 estaven classificades com a «altres inactius».

### Ingressos
El 2009 a Chouppes hi havia 303 unitats fiscals que integraven 723 persones, la mediana anual d'ingressos fiscals per persona era de 15.298 €.

### Activitats econòmiques
Dels 22 establiments que hi havia el 2007, 1 era d'una empresa alimentària, 1 d'una empresa de fabricació d'altres productes industrials, 9 d'empreses de construcció, 4 d'empreses de comerç i reparació d'automòbils, 3 d'empreses d'hostatgeria i restauració, 3 d'empreses de serveis i 1 d'una empresa classificada com a «altres activitats de serveis».
Dels 13 establiments de servei als particulars que hi havia el 2009, 2 eren tallers de reparació d'automòbils i de material agrícola, 4 paletes, 1 guixaire pintor, 2 fusteries, 1 lampisteria, 1 electricista i 2 restaurants.
L'únic establiment comercial que hi havia el 2009 era una fleca.
L'any 2000 a Chouppes hi havia 69 explotacions agrícoles que ocupaven un total de 2.156 hectàrees.

## Poblacions més properes
El següent diagrama mostra les poblacions més properes.